# シュコダ・オクタヴィアWRC
オクタヴィアWRC（オクタヴィアダブリューアールシー、Škoda Octavia World Rallycar）は、世界ラリー選手権（WRC）に出場するためにシュコダが製作した競技専用車（ワールドラリーカー）である。

## 概要
WRCでは小排気量クラスで活動していたシュコダだが、1994年にF2規定で行われるW2L（2.0Lワールドカップ）において、マニュファクチャラーズチャンピオンを獲得。そして1997年ラリー・フィンランドでデビューしたオクタヴィア・キットカーを濫觴とし、1999年WRC開幕戦ラリー・モンテカルロでシュコダのWRカーデビューを飾ったのが本車である。改良ごとに「EVO 2」、「EVO 3」の名前がついた。
当時の首脳は「世界のトップメーカーたちに混じって戦うだけでシュコダのイメージは引き上げられる」と語っており、予算は不十分でベース車両も市販車の事情とは言え全WRカー中最も長い全長のオクタビアを採用するなど、体制面的には勝利への執念を感じられるものとは言い難かった。また「チェコ人は人件費が圧倒的に安くて済む（日本円で7万円程度）」という理由で大多数のスタッフがチェコ人であったが、彼らのほとんどが英語ができず、コミュニケーションでのミスも頻発した。しかし現場の士気は決して低くなく、チェコ人テクニカル・ディレクターのディトマー・メトリッヒの指揮の下にハードワークをこなした。
2001年のサファリラリーでアルミン・シュヴァルツが3位表彰台を得たのが最高位記録で、優勝こそできなかったもののドライバーからの評判は悪くなかった。今もシュコダに所属するトニ・ガルデマイスターは、歴代のシュコダのラリーカーで一番のお気に入りにオクタヴィアWRCを挙げている。また歴代WRカー随一の巨大ボディをコーナーで大胆に振り回す様は、ファンからの人気も高い。

## メカニズム

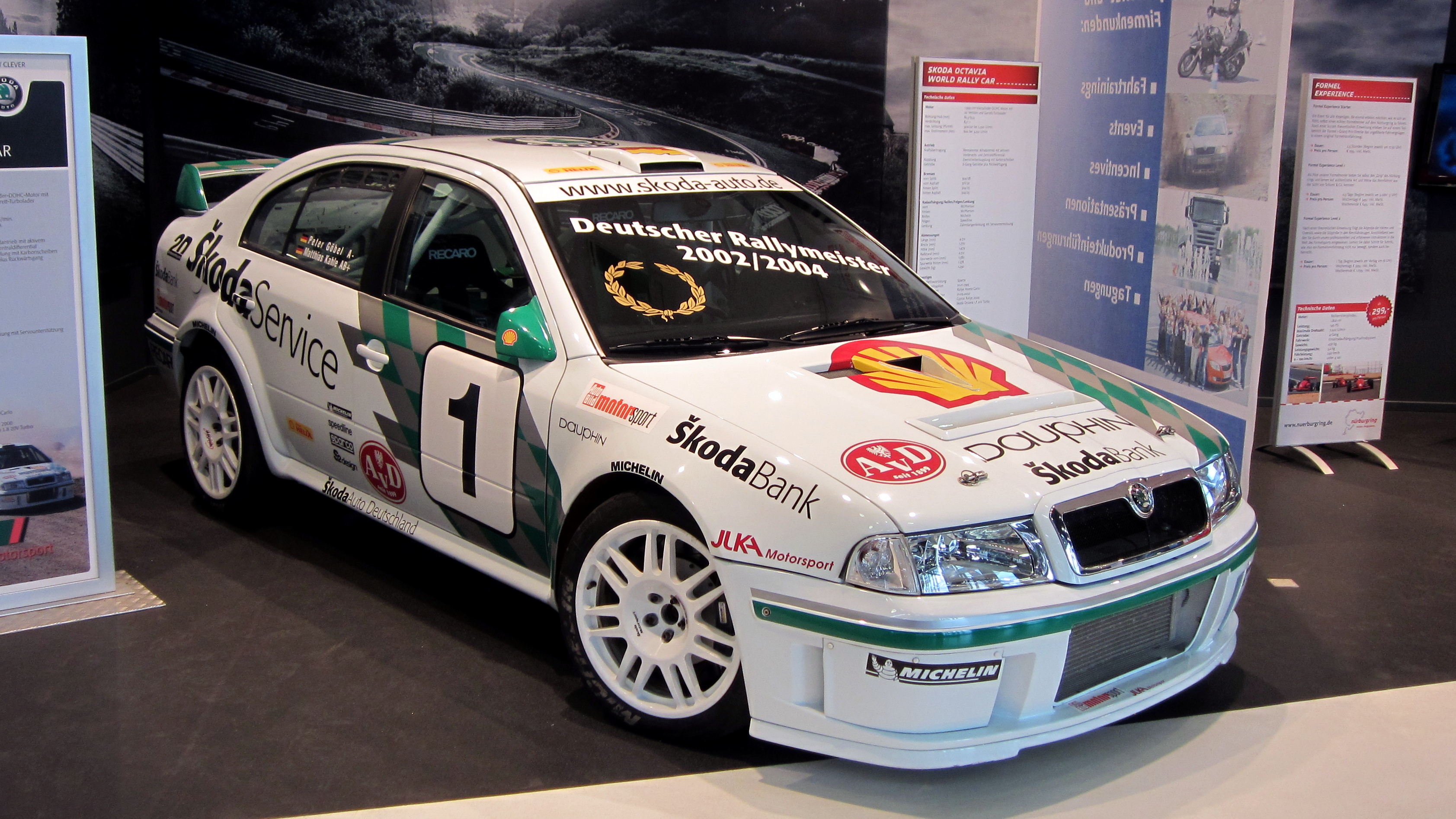
オクタヴィアWRC

開発の多くにプロドライブが関わり、スバル・インプレッサWRCと共通点が見られる。
同一グループのセアト・コルドバWRCと同じエンジンブロックを持つフォルクスワーゲン製のエンジンを採用するが、セアトとは異なり特例でWRカーで唯一の5バルブ ヘッドを持つ。最大出力は296bhp/6,250rpm、最大トルクは501N·m/3,250rpmを発生。最初はフォードの契約を失ったマウンチューン社が格安でチューニングを担当。EVO3モデルのエンジン開発にはリヒテンシュタインのエンジンチューナー、リーマンが関わり、最高出力は300bhp/5,500rpm、最大トルクは600Nm/3,250rpmに向上している。ただし開発上の手順の混乱から、WRカーで認められている傾斜配置がされていない。
6速シーケンシャルシフトはヒューランド製。油圧式アクティブデフ（フロント、センター）はプロドライブ製。リアデフのみ機械式。サスペンションは前後ともマクファーソン・ストラット。ダンパーは最初はプロフレックス製で、2002年からフォードとの独占契約を失ったレイガー製に切り替えている。
車体サイズは4,511×1,770mm、ホイールベースは2,512mm。車重はミニマムの1,230kg。また、当時は規定で禁止だったリヤドアの加工も特例という形で認めさせている

## WRCでの活躍
開発の多くを外部に頼り、経験のない4WDターボ車、メカニカルトラブルの頻発、ライバルに比べ15～40cmも長い大柄なボディなどのリスクを負いながら、このWRカーを熟成させるのはシュコダにとって至難の業であった。
1999年はアルミン・シュヴァルツをエースとし、2台目をパヴェル・シベラ、エミル・トリナー、ブルーノ・ティリーの3人でシェアする形となった。開幕戦ラリー・モンテカルロではマウンチューン社とのコミュニケーションミスから、同社のECU担当のエンジニアが現場に派遣されておらず連絡先も分からないという事態に陥り、出場車2台ともSS1のスタートにすらたどり着けずリタイアという苦い船出となった。アクロポリスではエース格のシュヴァルツが12位でゴールし、初のマニュファクチャラーポイントを獲得。最終戦グレートブリテンでブルーノ・ティリーが4位に入賞したのがベストリザルトとなった。
2000年にEVOIIを投入。2台目はルイス・クリメントで固定。アクロポリスでシュヴァルツが5位に入賞したのがベストリザルトであった。
2001年はクリメントを放出し、出戻りのティリーをセカンドに据えた。またロマン・クレスタとスティグ・ブロンクビストが3台目としてスポット参戦した。モンテカルロで4位（終盤まで3位を走行）、サファリでシュコダとしても初の表彰台3位を獲得する（いずれもドライバーはシュヴァルツ）。
2002年はドライバーのラインナップを一新しトニ・ガルデマイスターとケネス・エリクソンの体制とした。しかし次期型のファビアWRCの開発が始まっており、エンジンとリアのアクティブ・デフ以外は開発がストップ、シーズン途中から投入されたEVOIIIもパフォーマンスの向上は期待できない状態にあった。ベストリザルトはアルゼンチンでガルデマイスターが獲得した5位に留まった。
2003年はエリクソンに代えて元王者のディディエ・オリオールを起用。第7戦キプロスがオクタビアWRCの最終戦となり、第8戦ドイツからファビアWRCにスイッチした。